# جارثيا مارتينث دي باموندي
جارثيا مارتينث دي باموندي (بالإسبانية: García Martínez de Bahamonde)‏ كنسي إسباني، وُلد قرابة عام 1370. هو رئيس الشمامسة في رينا في أبرشية إشبيلية، وأسقف أبرشيتي توي- فيجو وأبرشية لوغو. وتُوفي في 9 فبراير 1449.